# كارلوس مارتينيز (لاعب كرة قدم)
كارلوس مارتينيز (بالإسبانية: Carlos Julio Martínez)‏ (و. 1994  م) هو لاعب كرة قدم، من جمهورية الدومينيكان، ولد في سانتو دومينغو، يلعب كمُدَافِع.

## روابط خارجية
- كارلوس مارتينيز على موقع قاعدة بيانات كرة القدم.إي يو (الإنجليزية)
- كارلوس مارتينيز على موقع ناشيونال فوتبول تيمز (الإنجليزية)
- كارلوس مارتينيز على موقع Soccerway.com (الإنجليزية)